# Boningraben

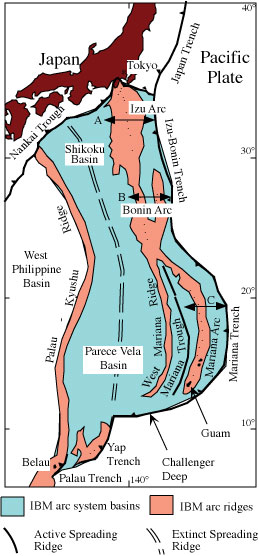
Izu-Bonin-Marianen-Inselbogen; rechts oben der Boningraben (engl. Izu-Bonin Trench)

Der Boningraben (jap. 伊豆・小笠原海溝, Izu-Ogasawara kaikō, engl. Izu-Bonin Trench oder Izu-Ogasawara Trench) ist eine bis 10.554 m tiefe und 1.100 km lange Tiefseerinne im nordwestlichen Teil des Pazifischen Ozeans (Pazifik).

## Geographie
Im Nordosten schließt sich getrennt durch den Sagami-Graben der Japangraben an und im Süden der Marianengraben. Er befindet sich zwischen dem Nordwestpazifischen Becken im Nordosten, dem Marcus-Necker-Rücken im Osten, dem Marianenbecken im Südosten und dem Philippinenbecken im Westen und liegt etwa zwischen 27 und 35° nördlicher Breite sowie zwischen 142 und 143° östlicher Länge.

## Geologie
Der Boningraben bildet einen Teil der tief eingeschnittenen Nahtstelle von Philippinischer Platte im Westen und Pazifischer Platte im Osten, wodurch die Izu- und Ogasawara-Inseln entstanden. Gemeinsam mit den Marianen bilden diese den Izu-Bonin-Marianen-Inselbogen.

## Meerestiefs
Im Boningraben befindet sich unter anderem dieses Meerestief:
- Ramapotief (10.554 m), tiefste Stelle des Boningrabens

## Tiefseefauna
Im Boningraben wurde im September 2022 mit 8336 m ein neuer Tiefenrekord für den Fund eines Fisches aufgestellt. Es handelte sich um eine neue Art der Gattung Pseudoliparis aus der Familie der Scheibenbäuche (Liparidae). Wenige Tage später wurden zwei Vertreter der Art Pseudoliparis belyaevi in 8022 m Tiefe beobachtet.